# Морозов, Николай Александрович (полный кавалер ордена Славы)
Николай Александрович Морозов (20 ноября 1924, Шабалины, Вятская губерния — 2 сентября 2019, Котельнич, Кировская область) — советский военнослужащий. В Рабоче-крестьянской Красной Армии и Советской Армии служил с августа 1942 года по апрель 1947 года. Участник Великой Отечественной войны. Полный кавалер ордена Славы. Воинское звание на момент демобилизации — старший сержант, с 1965 года — старшина запаса. Участник Парада Победы. Почётный гражданин города Котельнича (1988). Почётный гражданин Котельничского района Кировской области (2010).

## Биография

### До призыва на военную службу
Николай Александрович Морозов родился 20 ноября 1924 года в деревне Шабалины Котельничского уезда Вятской губернии РСФСР СССР (позднее Ждановского сельсовета, ныне урочище «Шабалины» в Котельничском районе Кировской области) в семье служащего. Русский.
В 1941 году окончил 8 классов школы. С началом Великой Отечественной войны пошёл работать в колхоз «Сенниковский». Вскоре всех колхозных мужиков забрали на фронт, и 16-летнего подростка назначили бригадиром. В страду Николай Александрович работал в поле, зимой развозил дрова по школам и госпиталям Котельнича. Несмотря на то, что Котельнич находился в глубоком тылу, именно здесь Николай Морозов впервые столкнулся с ужасами войны. С августа 1941 года через город непрерывным потоком пошли эшелоны с ранеными и беженцами. Многие из них умирали в пути. Трупы выгружали из вагонов и складировали в пристанционных сараях, а иногда, когда их было особенно много, клали прямо между рельсами. Вывозили умерших на кладбище местные школьники и женщины. Приходилось этим заниматься и Николаю Александровичу. Но особенно тяжёлые его воспоминания связаны с блокадниками.

Ещё вспоминается вот какой эпизод, — рассказывал ветеран. Работали на снегоборьбе на вокзале. Выдали нам хлеб. Подошёл эшелон. «Кого везёте?» — спрашиваем. — «Детей из Ленинграда». Зашли в вагон — один к одному лежат, худющие, кожа да кости. Весь хлеб им и отдали. А какой страшный запах там стоял — больше с таким не сталкивался.
На фронт Николай Морозов уходил с твёрдым намерением беспощадно мстить врагу до последней капли крови.

### На фронтах Великой Отечественной войны
В ряды Рабоче-крестьянской Красной Армии Н. А. Морозов был призван Котельничским районным военкоматом Кировской области 29 августа 1942 года. Прошёл военную подготовку в Вишкильских лагерях, освоил воинскую специальность пулемётчика. В боях с немецко-фашистскими захватчиками красноармеец Морозов с января 1943 года на Калининском фронте в должности пулемётчика пулемётной роты 830-го стрелкового полка 238-й стрелковой дивизии. Боевое крещение принял у деревни Карская Оленинского района Калининской области. Вскоре дивизия, понёсшая в боях тяжёлые потери, была выведена в тыл и маршем направлена в Великие Луки, однако по дороге попала под бомбёжку и почти полностью утратила боеспособность. Дивизию пополнили необстрелянными новобранцами и ввиду низкой боеспособности перебросили под Тулу, где её личный состав до лета 1943 года вёл напряжённую боевую учёбу.
Летом 1943 года Николай Александрович участвовал в одном из самых крупных сражений Второй мировой войны — Курской битве. Дивизия полковника И. Д. Красноштанова составляла оперативный резерв Брянского фронта и в ходе Орловской операции использовалась на самых сложных участках фронта. Н. А. Морозов принимал участие в ожесточённых боях под Орлом, освобождал город Карачев. Во время операции по освобождению Брянского промышленного района части дивизии наступали из района Кирова общим направлением на Дубровку с задачей отрезать противнику пути отступления из Брянска на Рославль. Бои были жестокие. «Мы там два раза вели разведку боем, это мясорубка, нас положили, огонь открыли, головы не поднимешь», — вспоминал Николай Александрович. Один раз даже пришлось ночевать в открытом поле прямо у немецких проволочных заграждений. Пытаясь прорваться к реке Десне, дивизия попала в тяжёлую ситуацию у деревни Крутой Лог. 18 сентября 1943 года при отражении вражеской контратаки пулемётчик Морозов истребил около 15 солдат противника, но немцы быстро вычислили его огневую позицию и накрыли миномётным огнём. Николай Александрович был ранен, но в горячке боя не придал этому значения. Быстро перевязав себя, он остался на поле боя, но скоро ему стало хуже, и санитары эвакуировали его в госпиталь. Медикам пришлось повозиться, чтобы поставить бойца на ноги, но в пехоту он уже не годился. Тогда Морозова направили на курсы миномётчиков, где он освоил воинскую специальность наводчика 82-миллиметрового батальонного миномёта. В звании младшего сержанта Николай Александрович вернулся в свою дивизию и был определён в 3-ю миномётную роту 837-го стрелкового полка. Уже весной 1944 года он отличился во время частной наступательной операции на быховском направлении.

### Орден Славы III степени
Во время февральского наступления войск Белорусского фронта на рогачёвско-жлобинском направлении 238-я стрелковая дивизия генерал-майора Красноштанова прикрывала левый фланг своей 50-й армии, отражая контратаки противника на рубеже реки Вилейки в районе населённого пункта Усушек. В этих боях, длившихся с 19 по 25 февраля, наводчик батальонного миномёта младший сержант Н. А. Морозов совершенствовал своё воинское мастерство. После того, как в ходе операции части 3-й армии нанесли поражение 9-й армии вермахта и отбросили её за Друть, перед 50-й армией встала задача взломать оборону противника и выйти на рубеж реки Днепр в районе города Быхова. В марте 1944 года соединение генерал-лейтенанта И. В. Болдина провело на быховском направлении частную наступательную операцию, в ходе которой полки 238-й стрелковой дивизии вышли на рубеж Грудиновка-Красница. 25 марта они попытались штурмом взять опорный пункт немцев деревню Смолицу. Младший сержант Морозов быстро и точно выполнял команды командира расчёта, чем способствовал продвижению своей стрелковой роты. Немцы попытались перейти в контратаку, но Николай Александрович тут же обрушил на них шквал огня из своего миномёта, истребив при этом до 20 вражеских солдат. Во время боя он был ранен в голову, но отказался покинуть поле боя. Продолжая выполнять боевую задачу, Морозов точным миномётным огнём уничтожил два пулемёта с их расчётами. Благодаря умелым действиям миномётчика контратака врага была сорвана с большим для него уроном. За образцовое выполнение боевых заданий и проявленные при этом доблесть и мужество приказом от 20 мая 1944 года младший сержант Н. А. Морозов был награждён орденом Славы 3-й степени (№ 68861).
Ожесточённые бои за Смолицу продолжались трое суток, но взять населённый пункт советским солдатам так и не удалось. Немцы перебросили в район боёв дополнительные резервы и вынудили дивизию отойти к хутору Виляга. В этом районе полк подполковника А. К. Разумова более месяца вёл напряжённые бои с врагом, а затем перешёл на более выгодные позиции в районе Красницы. Здесь полк готовился продолжить наступление на Быхов уже в рамках операции «Багратион», но наступать ему пришлось совсем на другом направлении.

### Орден Славы II степени
В мае 1944 года 50-я армия была передана в состав 2-го Белорусского фронта и в рамках Могилёвской операции должна была наступать непосредственно на Могилёв. Ставка ВГК не рассматривала это направление как главное, поэтому фронт не получил никаких дополнительных средств прорыва. Взламывать три линии глубокоэшелонированной и сильно укреплённой обороны противника трём армиям фронта пришлось собственными силами и средствами, опираясь на мужество личного состава и мастерство командиров воинских соединений. В боях за город Могилёв значительную роль сыграла 238-я стрелковая дивизия, и особенно её 837-й стрелковый полк. За две ночи 23 и 24 июня бойцы подполковника Разумова совершили 50-километровый переход и ранним утром 25 июня неожиданно для противника сходу форсировали реку Бася севернее Чаус. Опрокинув боевые порядки немцев, полк глубоко вклинился в их оборону, создав благоприятные условия для продвижения соседних подразделений и освобождения города Чаусы. Развивая успех, разумовцы за четыре дня ожесточённых боёв прорвали тактическую оборону противника на всю глубину. На всём протяжении наступательных действий полка, особенно при форсировании Ресты и Днепра, миномётный расчёт младшего сержанта Н. А. Морозова, подавляя огневые средства неприятеля, ликвидируя его узлы сопротивления, рассеивая скопления пехоты врага и срывая его контратаки, работал с высокой степенью эффективности и не раз способствовал продвижению своего батальона и полка в целом. 28 июня 837-й стрелковый полк первым ворвался в Могилёв и завязал бой с численно превосходящим противником. В тот же день город был полностью очищен от немецких войск. Всего за период с 25 по 28 июня миномётчики Морозова подавили 5 огневых точек, разбили 2 ручных пулемёта, рассеяли и частично уничтожили до взвода вражеских солдат.
В середине июля 1944 года, после ликвидации окружённой под Минском группировки противника, 50-я армия была переброшена в Западную Белоруссию. В боях под Гродно 19 июля во время контратаки немцев расчёт младшего сержанта Н. А. Морозова прицельным миномётным огнём накрыл цепь вражеской пехоты, и уничтожив 7 солдат противника, заставил остальных ретироваться на исходные позиции. Затем 238-я стрелковая дивизия в составе 121-го стрелкового корпуса была передана 49-й армии. В августе-начале сентября 1944 года Николай Александрович участвовал в боях за Кнышин, Осовец и Ломжу. За отличие в Белорусской стратегической операции приказом от 2 сентября 1944 года он был награждён орденом Славы 2-й степени (№ 7771).

### Орден Славы I степени
До января 1945 года 238-я стрелковая дивизия занимала позиции на левом берегу реки Нарев южнее Остроленки. С началом Восточно-Прусской операции она форсировала водную преграду и вскоре вступила на территорию Восточной Пруссии. Командир расчёта 82-миллиметрового миномёта сержант Н. А. Морозов в ходе Млавско-Эльбингской операции своими умелыми действиями способствовал быстрому продвижению стрелковых частей и их выходу во фланг долговременной обороны немцев в районе Мазурских озёр, разгрому Хайльсбергской группировки противника юго-западнее Кёнигсберга, взятию крупного опорного пункта противника города Теервиш. В феврале 1945 года дивизия генерал-майора И. Д. Красноштанова участвовала в разгроме немецкой группы армий «Висла» в восточной Померании. Н. А. Морозов, к весне 1945 года получивший за умелое командование расчётом звание старшего сержанта, особенно отличился в боях за город Данциг в марте 1945 года.
10 марта 1945 года 238-я стрелковая дивизия совместно с другими частями 49-й армии овладела мощным узлом сопротивления противника городом Картхауз, и преодолевая ожесточённое сопротивление немцев, вышла с запада на ближние подступы к Данцигу. В районе населённого пункта Рамкау (ныне Ребехово в гмине Жуково Картузского повята Поморского воеводства Польши) продвижение 837-го стрелкового полка было остановлено ураганным артиллерийско-миномётным и пулемётным огнём. В течение 16-18 марта противник крупными силами пехоты при поддержке своей артиллерии дважды контратаковал боевые порядки полка, но оба раза вынужден был отступать с большим уроном. При отражении контратак неприятеля особенно отличилась 3-я миномётная рота, в том числе и орудие старшего сержанта Морозова. Однако чтобы продолжить наступление, необходимо было подавить огневые средства врага. Когда шли бои за Рамкау, Николай Александрович выбрал хорошую наблюдательную позицию на небольшой высоте, откуда не только управлял работой своего расчёта, но и вёл наблюдение за позициями немцев, фиксируя координаты пулемётных точек. 19 марта во время артиллерийской подготовки его миномёт активно отработал по этим целям и прямыми попаданиями разбил четыре пулемёта и истребил более 15 немецких солдат и двух офицеров. В результате умелой и слаженной работы расчёта Морозова, стрелковая рота быстро продвинулась вперёд и захватила первую линию вражеских траншей.
Продолжая взламывать мощную оборону противника, полк подполковника А. В. Тарусина 26 марта вышел на западную окраину Данцига. Прокладывая своей пехоте путь через центральные районы города к морскому порту Данцига, миномётный расчёт старшего сержанта Н. А. Морозова в уличных боях уничтожил до 20 солдат и офицеров неприятеля и 2 огневые точки. Благодаря этому вся рота «имела успех, и стрелковые подразделения двинулись вперёд. Поставленная задача была выполнена точно и в срок». 28 марта передовые отряды полка достигли Мёртвой Вислы. Пока его основные силы зачищали Остров и левобережные кварталы города, группа бойцов старшего сержанта Морозова в составе 7 человек под обстрелом врага начала переправляться на противоположную сторону реки. Когда берег был уже совсем близко, позади лодки разорвался вражеский снаряд. Взрывной волной советских бойцов выбросило на набережную. Миномёт им удалось вытащить, но весь боезапас к нему утонул. Рассчитывать приходилось только на личное оружие. Местность была абсолютно открытая. От вражеского огня их защищали только несколько разбитых советской артиллерией вагонов. В одном из них миномётчики обнаружили готовые к применению фаустпатроны. Благодаря этому немецкому «подарку» расчёт смог почти сутки отбивать атаки численно превосходящего врага. 29-30 марта основные силы 837-го стрелкового полка форсировали Мёртвую Вислу и канал Кайзерхафен, и разгромив остатки немецких войск, 1 апреля одними из первых вышли на берег Балтийского моря. В результате успешного наступления личным составом полка подполковника Тарусина в морском порту Данцига и его окрестностях было захвачено 250 орудий различного калибра, 45 миномётов, 50 пулемётов, 1000 единиц стрелкового оружия, 295 автомашин, 19 паровозов, 350 вагонов, 10 заводов с оборудованием, 5 пароходов, 16 подъёмных кранов, освобождено около 2500 советских и иностранных военнопленных, взято в плен до 600 солдат и офицеров вермахта.
После взятия Данцига 238-я стрелковая дивизия продолжила разгром остатков немецкой группы армий «Висла», отброшенных за Одер, уже в рамках Берлинской операции. Боевой путь старший сержант Н. А. Морозов завершил 3 мая 1945 года в городе Людвигслюст. Уже после окончания боевых действий, 14 мая 1945 года, за отличие в боях за город Данциг командир полка представил Николая Александровича к ордену Славы 1-й степени. Высокая награда за номером 840 была присвоена ему указом Президиума Верховного Совета СССР от 29 июня 1945 года.

### После войны
В мае 1945 года, уже после капитуляции Германии, в войска поступил приказ о формировании сводных полков для участия в параде Победы в Москве. При отборе кандидатов учитывались боевые заслуги, внешние данные и воинская выправка. Из девяти представителей 837-го стрелкового полка был выбран только старший сержант Н. А. Морозов. Скоро Николай Александрович уже был в столице. Тренировки и репетиции парада, длившиеся почти месяц, были изнурительными, так как за годы войны фронтовики растеряли навыки строевой подготовки. Но несмотря на усталость, Морозов с сотоварищи успевал бегать на танцы в парк Горького.

24 числа шёл мелкий дождь, — вспоминал ветеран, — и мы опасались, что парад из-за этого могут отменить. Но обошлось. Участники торжественного марша были разбиты на сводные полки фронтов. Я шагал в коробке пехотинцев 2-го Белорусского фронта. Всем нам, конечно, хотелось увидеть Сталина. И погода смилостивилась, посветлело. Когда проходил мимо Мавзолея, мне удалось среди членов правительства рассмотреть Сталина. Потом колоннами мы прошагали по улицам столицы. Что тогда делалось? Москвичи заполнили все тротуары, оставив для нас проход в человеческом коридоре. В руках у людей была масса цветов, на лицах улыбки, никто не сдерживал слёз радости.
После победного 1945-го Николай Александрович принимал участие ещё в шести парадах на Красной площади, пропустил только один — в честь 50-летия Победы.
После торжеств в Москве Н. А. Морозов вернулся в свой полк и почти два года служил в составе Группы советских оккупационных войск в Германии. Демобилизовался он в апреле 1947 года в звании старшего сержанта. Уже позднее, в 1965 году ему было присвоено воинское звание старшины запаса. После увольнения из армии Николай Александрович вернулся в Котельнич. Работал инструктором Котельничского райкома ВКП(б). Окончив в 1956 году Кировский кооперативный техникум, почти тридцать лет трудился в системе потребительской кооперации, занимая должности председателя сельпо и заместителя председателя райпотребсоюза. За многолетний добросовестный труд в 1976 году был награждён орденом Ленина. С 1984 года Н. А. Морозов на пенсии, но продолжал вести активную общественную жизнь, участвуя в ветеранском движении и патриотическом воспитании молодёжи. Много лет Николай Александрович возглавлял ветеранскую организацию райпо. Был членом президиума районного Совета ветеранов, заместителем председателя райсовета ветеранов. Также избирался членом Пленума областного Совета ветеранов. В ноябре 2009 года был отмечен знаком отличия «За заслуги в ветеранском движении». В 2008 году типографией города Котельнича была издана книга фронтовых воспоминаний ветерана «Мужчинами нас сделала война».
Умер 2 сентября 2019 года.

## Награды и звания
- Орден Ленина (1976)[3];
- орден Отечественной войны 1-й степени (1985)[3];
- орден Славы 1-й степени (29.06.1945)[7];
- орден Славы 2-й степени (02.09.1944)[14];
- орден Славы 3-й степени (20.05.1944)[12].
- Медали, в том числе:

медаль «В ознаменование 100-летия со дня рождения Владимира Ильича Ленина» (1970);
медаль «За победу над Германией в Великой Отечественной войне 1941—1945 гг.»;
медаль «За взятие Кёнигсберга».

## Память
- Имя Героя выбито на гранитной стеле на Аллее Славы в парке Победы города Кирова 2019.
- Почётный гражданин города Котельнича (16.06.1988)[25].
- Почётный гражданин Котельничского района Кировской области (2010)[8].

## Документы
- Общедоступный электронный банк документов «Подвиг Народа в Великой Отечественной войне 1941—1945 гг.» Дата обращения: 25 октября 2014. Архивировано из оригинала 13 марта 2012 года.

Орден Славы 1-й степени.
Орден Славы 2-й степени.
Орден Славы 3-й степени.